# Sphaerobolus
Sphaerobolus is een geslacht van schimmels behorend tot de familie Geastraceae. De typesoort is Sphaerobolus stellatus.

## Soorten
Volgens Index Fungorum telt het geslacht 15 soorten (peildatum oktober 2021):
| Soortnaam                            | Auteur(s)                 | Publicatiejaar |
| ------------------------------------ | ------------------------- | -------------- |
| Sphaerobolus brunneocarneus          | Rick                      | 1961           |
| Sphaerobolus corii                   | Schwein.                  | 1832           |
| Sphaerobolus crustaceus              | Schwein.                  | 1832           |
| Sphaerobolus cyclophorus             | (Desm.) Fr.               | 1828           |
| Sphaerobolus epigaeus                | Berk. & M.A. Curtis       | 1873           |
| Sphaerobolus grandis                 | R.C. Lorenz               | 1933           |
| Sphaerobolus impatiens               | Boud.                     | 1860           |
| Sphaerobolus ingoldii                | Geml, D.D. Davis & Geiser | 2005           |
| Sphaerobolus major                   | Velen.                    | 1947           |
| Sphaerobolus minimus                 | Sacc.                     | 1917           |
| Sphaerobolus minutissimus            | Schwein.                  | 1832           |
| Sphaerobolus rosaceus                | Tode                      | 1790           |
| Sphaerobolus rubidus                 | Berk. & Broome            | 1873           |
| Sphaerobolus sparsus                 | Schwein.                  | 1832           |
| Sphaerobolus stellatus (Kogelwerper) | Tode                      | 1790           |